# Mullaghcleevaun
Mullaghcleevaun (in gaelico Mullach Cliabháin) è la seconda montagna più alta dei Monti Wicklow e anche della stessa contea irlandese (è preceduta infatti dal monte Lugnaquilla).

## Geografia
La montagna è situata nella parte centrale della catena montuosa di cui fa parte e, inoltre, si trova a 3 km a Est della strada R115. Il massiccio presenta un'ulteriore cima più bassa, conosciuta come Mullaghcleevaun East Top e alta 795 m. Vicino alla vetta si trova un lago.

## Accesso alla cima
La via più sfruttata per scalare la montagna passa attraverso la Black Hill e il paesino di Lacken. Nei giorni più limpidi è possibile godere di un ottimo panorama e si possono persino intravedere le colline del Galles.